# Liste der Länderspiele der ghanaischen Futsalnationalmannschaft
Die nachfolgende Liste enthält alle Länderspiele der ghanaischen Futsalnationalmannschaft der Männer, die der Fußballverband von Ghana, die Ghana Football Association (GFA), im Jahr 1996 gegründet hat. Futsal ist die einzige von der FIFA anerkannte Variante des Hallenfußballs. Bisher wurden vier Länderspiele ausgetragen.

## Länderspielübersicht
Legende
- Erg. = Ergebnis
- n. V. = nach Verlängerung
- i. S. = im Sechsmeterschießen
- abg. = Spielabbruch
- H = Heimspiel
- A = Auswärtsspiel
- * = Spiel auf neutralem Platz
- Hintergrundfarbe grün = Sieg
- Hintergrundfarbe gelb = Unentschieden
- Hintergrundfarbe rot = Niederlage

| Nr.                    | Datum      | Erg. | Gegner   |   | Austragungsort | Anlass                             | Bemerkungen |
| ---------------------- | ---------- | ---- | -------- | - | -------------- | ---------------------------------- | --- |
| 1                      | 25.09.1996 | 19:5 | Zaire    | * | Kairo (EGY)    | Afrikameisterschaft 1996- Endrunde | Erstes Spiel auf neutralem Platz Erster Sieg Erster Sieg auf neutralem Platz Höchster Sieg Höchster Sieg auf neutralem Platz Erstes Länderspiel gegen Zaire |
| 2                      | 26.09.1996 | 1:2  | Ägypten  | A | Kairo (EGY)    | Afrikameisterschaft 1996- Endrunde | Erstes Auswärtsspiel Erste Niederlage Erste Auswärtsniederlage Höchste Niederlage Höchste Auswärtsniederlage Erstes Länderspiel gegen Ägypten               |
| 3                      | 27.09.1996 | 9:2  | Simbabwe | * | Kairo (EGY)    | Afrikameisterschaft 1996- Endrunde | Erstes Länderspiel gegen Simbabwe |
| 4                      | 29.09.1996 | 13:0 | Somalia  | * | Kairo (EGY)    | Afrikameisterschaft 1996- Endrunde | Erstes Länderspiel gegen Somalia |
| Stand: 27. August 2018 |            |      |          |   |                |                                    | |

## Statistik
In der Statistik werden nur die offiziellen Länderspiele berücksichtigt.
Legende
- Sp. = Spiele
- Sg. = Siege
- Uts. = Unentschieden
- Ndl. = Niederlagen
- Hintergrundfarbe grün = positive Bilanz
- Hintergrundfarbe gelb = ausgeglichene Bilanz
- Hintergrundfarbe rot = negative Bilanz

### Gegner
| Land     | Kontinentalverband | Sp. | Sg. | Uts. | Ndl. | Torverhältnis |
| -------- | ------------------ | --- | --- | ---- | ---- | ------------- |
| Ägypten  | CAF                | 1   | 0   | 0    | 1    | 1:2           |
| Simbabwe | CAF                | 1   | 1   | 0    | 0    | 9:2           |
| Somalia  | CAF                | 1   | 1   | 0    | 0    | 13:00         |
| Zaire    | CAF                | 1   | 1   | 0    | 0    | 19:50         |
| Gesamt   | Gesamt             | 4   | 3   | 0    | 1    | 42:90         |

### Kontinentalverbände
| Kontinentalverband                 | Sp. | Sg. | Uts. | Ndl. | Torverhältnis |
| ---------------------------------- | --- | --- | ---- | ---- | ------------- |
| AFC (Asien)                        | 0   | 0   | 0    | 0    | 0:0           |
| CAF (Afrika)                       | 4   | 3   | 0    | 1    | 42:90         |
| CONCACAF (Nord- und Mittelamerika) | 0   | 0   | 0    | 0    | 0:0           |
| CONMEBOL (Südamerika)              | 0   | 0   | 0    | 0    | 0:0           |
| OFC (Ozeanien)                     | 0   | 0   | 0    | 0    | 0:0           |
| UEFA (Europa)                      | 0   | 0   | 0    | 0    | 0:0           |
| Gesamt                             | 4   | 3   | 0    | 1    | 42:90         |

### Anlässe
| Anlass                              | Sp. | Sg. | Uts. | Ndl. | Torverhältnis |
| ----------------------------------- | --- | --- | ---- | ---- | ------------- |
| Afrikameisterschaft-Endrundenspiele | 4   | 3   | 0    | 1    | 42:90         |
| Freundschaftsspiele                 | 0   | 0   | 0    | 0    | 0:0           |
| Gesamt                              | 4   | 3   | 0    | 1    | 42:90         |

### Spielarten
| Spielart                       | Sp. | Sg. | Uts. | Ndl. | Torverhältnis |
| ------------------------------ | --- | --- | ---- | ---- | ------------- |
| Heimspiele (H)                 | 0   | 0   | 0    | 0    | 0:0           |
| Spiele auf neutralem Platz (*) | 3   | 3   | 0    | 0    | 41:70         |
| Auswärtsspiele (A)             | 1   | 0   | 0    | 1    | 1:2           |
| Gesamt                         | 4   | 3   | 0    | 1    | 42:90         |

### Austragungsorte
| Austragungsort | Land    | Sp. | Sg. | Uts. | Ndl. | Torverhältnis |
| -------------- | ------- | --- | --- | ---- | ---- | ------------- |
| Kairo          | Ägypten | 4   | 3   | 0    | 1    | 42:90         |
| Gesamt         | Gesamt  | 4   | 3   | 0    | 1    | 42:90         |

### Spielergebnisse
|      | Gegentore | Gegentore | Gegentore | Gegentore | Gegentore | Gegentore |
| Tore | 0         | 1         | 2         | 3         | 4         | 5         |
| ---- | --------- | --------- | --------- | --------- | --------- | --------- |
| 0    | -         | -         | -         | -         | -         | -         |
| 1    | -         | -         | 1         | -         | -         | -         |
| 2    | -         | -         | -         | -         | -         | -         |
| 3    | -         | -         | -         | -         | -         | -         |
| 4    | -         | -         | -         | -         | -         | -         |
| 5    | -         | -         | -         | -         | -         | -         |
| 6    | -         | -         | -         | -         | -         | -         |
| 7    | -         | -         | -         | -         | -         | -         |
| 8    | -         | -         | -         | -         | -         | -         |
| 9    | -         | -         | 1         | -         | -         | -         |
| 10   | -         | -         | -         | -         | -         | -         |
| 11   | -         | -         | -         | -         | -         | -         |
| 12   | -         | -         | -         | -         | -         | -         |
| 13   | 1         | -         | -         | -         | -         | -         |
| 14   | -         | -         | -         | -         | -         | -         |
| 15   | -         | -         | -         | -         | -         | -         |
| 16   | -         | -         | -         | -         | -         | -         |
| 17   | -         | -         | -         | -         | -         | -         |
| 18   | -         | -         | -         | -         | -         | -         |
| 19   | -         | -         | -         | -         | -         | 1         |